# Straßenlauf-Länderkampf der Frauen 1985 Frankreich – BR Deutschland – Niederlande – Schweiz
| 16. Leichtathletik-Länderkampf mit bundesdeutscher Beteiligung 1985                   | 16. Leichtathletik-Länderkampf mit bundesdeutscher Beteiligung 1985 |
| ------------------------------------------------------------------------------------- | ------------------------------------------------------------------- |
|                                                                                       |                                                                     |
| Straßenlauf-Vergleich der Frauen: Frankreich – BR Deutschland – Niederlande – Schweiz |                                                                     |
| Austragungsort                                                                        | Albertville                                                         |
| Wettbewerbe                                                                           | 1                                                                   |
| Datum                                                                                 | 17. August                                                          |
| 1. FRG 2. FRA 3. SUI 4. NLD                                                           | 4:35:01 h 4:35:07 h 4:47:17 h 4:52:04 h                             |
| Chronik                                                                               |                                                                     |
| ← BEL-FRG-POL (M)                                                                     | FRA-FRG Geher (M) →                                                 |

Im sechzehnten Vergleich des Länderkampfjahres 1985 starteten die Straßenläuferinnen wie die Männer am 17. August im französischen Albertville. Die Begegnung fand mit Teams aus Frankreich, der Bundesrepublik, den Niederlanden und der Schweiz statt. 1983 war anstelle der Schweiz Belgien dabei gewesen und im Vergleich zu den letzten beiden Jahren fehlte auch hier das zuletzt siegreiche Italien.

## Modus
Auf dem Programm stand ein Straßenlauf über die bei den Frauen übliche Länge von 25 Kilometern. Jede Nation stellte maximal vier Läuferinnen, von denen die drei Besten über die Addition ihrer Zeiten gewertet wurden.

## Ergebnis
In der Einzelwertung siegte eine bundesdeutsche Läuferin. In der Länderkampfwertung war der Einlauf in diesem Jahr äußerst knapp. Die bundesdeutschen Läuferinnen setzten sich in 4:35:01 h durch. Mit nur sechs Sekunden Rückstand folgten die Französinnen auf Rang zwei. Etwas mehr als zwölf Minuten dahinter wurde die Schweiz Dritter. Die Niederländerinnen belegten weitere knapp fünf Minuten zurück den vierten und letzten Platz.
Leider finden sich keine Angaben über die komplette Ergebnisliste. Aufgeführt sind die Läuferinnen auf den Plätzen eins bis acht sowie die weitere bundesdeutschen Sportlerin.

## Resultat

### 25-km-Straßenlauf
| Platz | Athlet              | Land | Zeit (h) |
| ----- | ------------------- | ---- | -------- |
| 01    | Christa Vahlensieck | FRG  | 1:30:07  |
| 02    | Sylviane Geffray    | FRA  | 1:30:39  |
| 03    | Françoise Bonnet    | FRA  | 1:31:07  |
| 04    | Gabriela Wolf       | FRG  | 1:32:25  |
| 05    | Angelika Dunke      | FRG  | 1:32:29  |
| 06    | Anne-Marie Cienka   | FRA  | 1:33:21  |
| 07    | Martine Oppliger    | SUI  | 1:34:02  |
| 08    | Luzia Sahli         | SUI  | 1:35:29  |
| 000…  |                     |      |          |
| 15    | Christa Dotzler     | FRG  | 1:38:55  |
| 000…  |                     |      |          |